# Belde
Belde (türkisch; deutsch „Kleinstadt“ oder „Ortschaft“) ist die amtliche Bezeichnung für eine kleine städtische Siedlung in der Türkei. Selten wird auch die Bezeichnung Kasaba verwendet.

## Verwaltung
Die Bezeichnung Belde wird für Siedlungen zwischen 2.000 und 20.000 Einwohnern verwendet. Siedlungen mit Einwohnerzahlen unter 2.000 werden als Köy (Dorf) und mit über 20.000 liegenden Einwohnerzahlen als Şehir (Stadt) bezeichnet. Der Staat wird in den Kleinstädten und Städten vertreten durch den Bürgermeister (Belediye başkanı).

## Kultur
Kasaba ist auch der Titel eines Filmes von Nuri Bilge Ceylan aus dem Jahr 1997.